# Parc d'État de Foss
Le Parc d'État de Foss (en anglais : Foss State Park) est un parc d'État des États-Unis de 708 hectares. Il fait partie des parcs d'État de l'Oklahoma et est situé dans le comté de Custer (Oklahoma), près de la ville de Foss, (Comté de Washita).

## Site de loisirs
Sur le site protégé ont été développées diverses activités : randonnée, cyclisme, équitation, pêche, navigation de tourisme, baignade et camping.

## Le réservoir et le barrage
Le réservoir de Foss, appelé communément Foss Lake, est créé en 1961 par le Bureau of Reclamation, service de gestion des eaux américain, pour recueillir les eaux de la rivière Washita. Le barrage, d'une hauteur de 43 mètres, et le réservoir d'une capacité de 538 000 000 m3 et une surface de 53,18 km2, régulent le débit des eaux et l'approvisionnement des villes proches, desservies par un réseau long de 80 km.